# Comuna Cervonîi Jovten, Stanîcino-Luhanske
Cervonîi Jovten (în ucraineană Червоний Жовтень) este o comună în raionul Stanîcino-Luhanske, regiunea Luhansk, Ucraina, formată din satele Cervonîi Jovten (reședința) și Mîhailivka.

## Demografie
Componența lingvistică a comunei Cervonîi Jovten
     Rusă (84,31%)
     Ucraineană (15,69%)
Conform recensământului din 2001, majoritatea populației comunei Cervonîi Jovten era vorbitoare de rusă (84,31%), existând în minoritate și vorbitori de ucraineană (15,69%).